# Gunterichthys bussingi
Gunterichthys bussingi är en fiskart som beskrevs av Møller, Schwarzhans och Nielsen 2004. Gunterichthys bussingi ingår i släktet Gunterichthys och familjen Bythitidae. Inga underarter finns listade i Catalogue of Life.